# Zaluzianskya benthamiana
Zaluzianskya benthamiana är en flenörtsväxtart som beskrevs av Wilhelm Gerhard Walpers. Zaluzianskya benthamiana ingår i släktet Zaluzianskya och familjen flenörtsväxter. Inga underarter finns listade i Catalogue of Life.